# Les Robots pensants
Pour plus de détails, voir Fiche technique et Distribution.
ou Le Collectionneur de cerveaux
Les Robots pensants ou Le Collectionneur de cerveaux est un film d'horreur français avec Claude Jade, adapté en 1976 par Michel Subiela de la nouvelle de George Langelaan. 

## Synopsis
La jeune pianiste Penny Vanderwood (Claude Jade) s'aperçoit qu'un robot du comte Saint-Germain joue aux échecs de la même façon que son fiancé décédé Robert Tournon. Elle convainc son ami Lewis Armeight d'ouvrir avec elle le cercueil de Robert, lequel est vide. Penny cherche alors à percer ce mystère et se lance sur les traces du comte.
Dans cette histoire fantastique adaptée de la nouvelle Robots pensants et qui met en scène l'aventure contemporaine d'un automate joueur d'échecs. Seule sur la scène d'un théâtre de province, Penny Vanderwood répète son prochain récital de piano. Un homme Entre Deux âges s'est introduit dans la salle et observe la jeune fille. Dès qu'elle a fini de jouer, il applaudit longuement : « Je rêve depuis longtemps d'inventer un automate pianiste et quand je vous ai vue, j'ai su qu'il devait vous ressembler ». L'inconnu laisse à Penny sa carte de visite : « Comte de Saint-Germain, créateur d'automates ». Le lendemain de son récital, Penny lit dans le journal l'article flatteur qui lui est consacré. L'attention de la jeune fille est attirée par un autre article, assez étonnant, qui annonce des championnats qui opposeront les meilleurs joueurs d'échecs de la ville à un mystérieux et infaillible automate présenté par le comte de Saint-Germain... Intriguée, Penny décide de prolonger son séjour pour assister au tournoi. Dans la salle où il se déroule, l'atmosphère est pesante. Le partenaire du robot est visiblement mal à l'aise.

## Fiche technique
- Réalisation : Michel Subiela
- Musique : Vladimir Cosma
- Œuvre originale : George Langelaan
- Durée : 1h33
- Format : Couleur — 16mm
- Producteur : Antenne 2
- Première diffusion : 23/10/1976
- Genre : fantastique, épouvante
- Lieu de tournage : une partie de ce téléfilm a été tournée à Évreux dans les lieux suivants : Théâtre, rue du Docteur Oursel, ancien café « Concorde » (54 Rue du Dr Oursel), Jardin public, Allée Charles, Place du marché.

## Distribution
- Claude Jade : Penny Vanderwood
- François Dunoyer : Lewis Armeight
- André Reybaz : Comte St Germain
- Gisèle Casadesus : Mme Vandervood
- Roger Crouzet : Vladieu
- Jean-Pierre Granet : Robert Tournon
- Raoul Guillet : le président
- Thierry Murzeau : Diego
- Jean-Claude Sachot : le garçon de café
- Jacques Rocchesani : le gendarme
- Jean-Pierre Hercé : le robot joueur d'échecs
- Yves Marc : un automate
- Claire Heggen : un automate
- Catherine Lachens : la serveuse de l'hôtel (scène non incluse au montage final) (cf. ici)

## DVD (France)
Le téléfilm a été édité par les éditions INA le 3 juin 2014 en DVD. Le son est en français dolby digital 2.0 mono avec sous-titres français pour sourds et malentendants. Le ratio image est de 1.37.1 plein écran et la copie a été remastérisée. 